# Edward Sułkowski

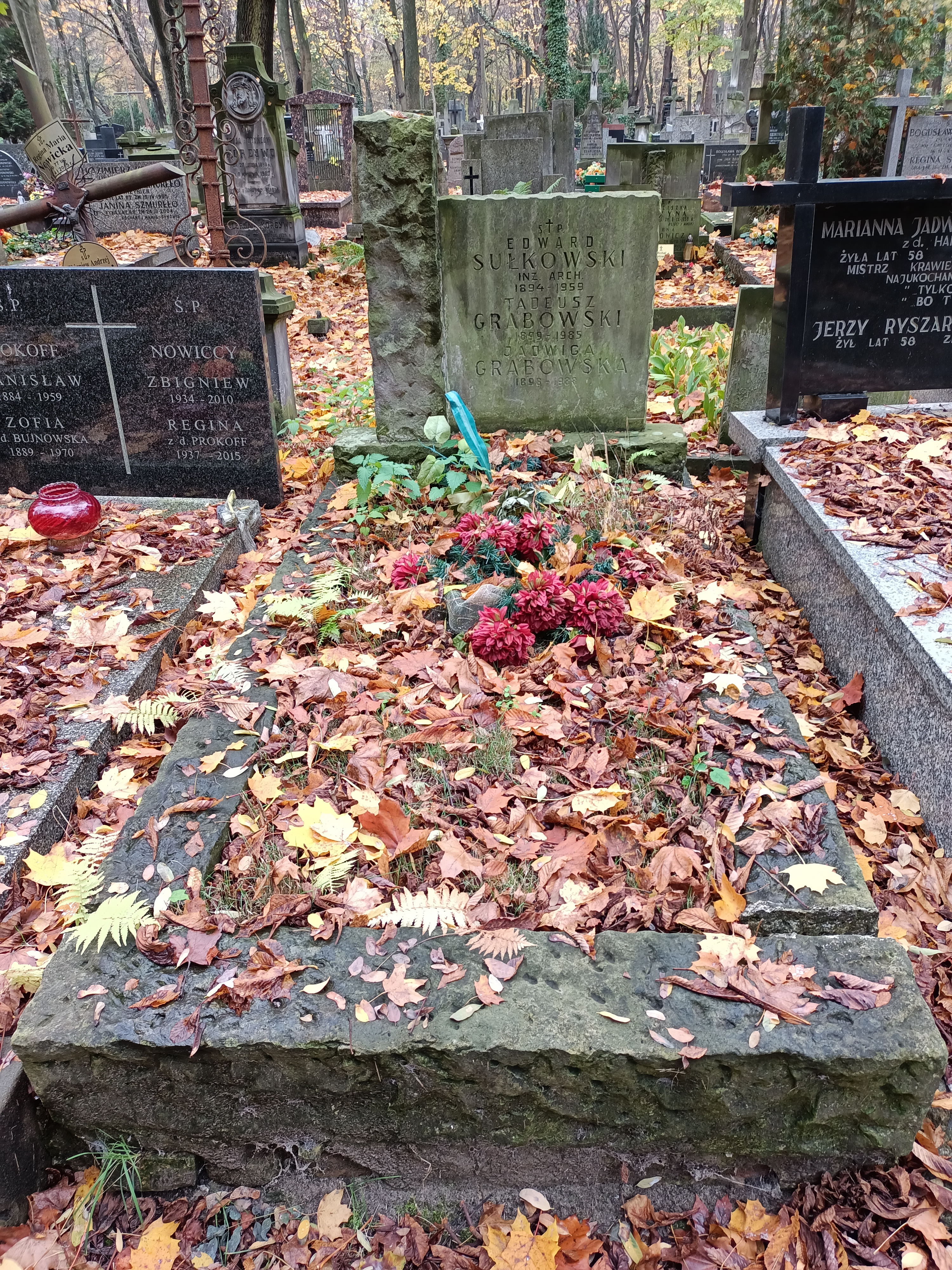
Grób Edwarda Sułkowskiego na cmentarzu Powązkowskim w Warszawie

Edward Sułkowski, właśc. Edward Seidenbeutel lub Edward Seydenbeutel (ur. 25 marca 1894 w Warszawie, zm. 1 listopada 1959 tamże) – polski architekt.

## Życiorys
Syn Stanisława Seidenbeutela i Pauliny z Eberów, zasymilowanych Żydów, brat Jadwigi Grabowskiej. 
W 1913 wyjechał do Bodenbach, gdzie studiował w Instytucie Politechnicznym. Po wybuchu I wojny światowej powrócił do Warszawy, gdzie zdał egzamin dojrzałości eksternistycznie. W 1915 rozpoczął studia na Wydziale Architektury Politechniki Warszawskiej, od 1916 działał w Polskiej Organizacji Wojskowej używając pseudonimu Sułkowski i w niej ukończył szkołę podchorążych. Od listopada 1918 służył w stopniu kaprala w Wojsku Polskim, w 1919 awansowany na chorążego. W 1920 walczył w wojnie polsko-bolszewickiej, a po jej zakończeniu powrócił na studia, które ukończył w 1924 uzyskując tytuł magistra inżyniera architekta. Dwa lata później uzyskał uprawnienia budowlane i wstąpił do Stowarzyszenia Architektów Polskich. 
Działał jako wolno praktykujący architekt, przy poszczególnych inwestycjach projektował w zespole m.in. z Edwardem Eberem, Jerzym Gelbardem, Piotrem Lubińskim, Henrykiem Oderfeldem i Szymonem Syrkusem. W 1927 uczestniczył w konkursie na projekt architektonicznego ukształtowania stadionu w Warszawie, wchodził w skład zespołu razem z Jerzym Berlinerem i Henrykiem Oderfeldem. Ich projekt otrzymał II nagrodę. Projektował budynki użyteczności publicznej, domy mieszkalne, wnętrza i wyposażenie. Zaprojektował również kilka willi w Konstancinie, Podkowie Leśnej i Otwocku oraz w Warszawie, przy ulicy Kieleckiej 33a dla Jadwigi Smosarskiej. 
Po wybuchu II wojny światowej pozostał w Warszawie, do 1941 wykonywał drobne prace budowlane, a następnie ukrywał się na Pradze. Podczas powstania warszawskiego większość zaprojektowanych przez niego budynków została zniszczona, on sam przedostał się do zajętego przez Armię Czerwoną Lublina i tam jako Edward Sułkowski wstąpił w szeregi Wojska Polskiego, 24 grudnia 1944 został awansowany do stopnia kapitana. 
Po zakończeniu wojny powrócił do Warszawy, gdzie do 1947 pracował w Referacie Kwatermistrzowsko-Budowlanym. W lutym 1946 stanął na czele Wydziału Projektów i Studiów Ministerstwa Obrony Narodowej, zaprojektował wówczas trybuny do defilady pierwszomajowej. W tym samym roku wspólnie z Leonem Suzinem przygotował opracowanie na zlecenie Biuletynu Głównej Komisji Badania Zbrodni Niemieckich w Polsce, które nosiło tytuł Die neue Deutsche Stadt Warschau wg planów niemieckich. W kwietniu 1947 będąc w stopniu majora wystąpił o demobilizację, został inspektorem w dziale inwestycji Naczelnej Rady Odbudowy Warszawy i Społecznego Funduszu Odbudowy Stolicy. Od 1947 powrócił do projektowania wnętrz, od 1950 na łamach „Stolicy” publikował felietony poświęcone architekturze i urbanistyce Warszawy. Pełniąc funkcję inspektora Naczelnej Rady Odbudowy Warszawy organizował konkursy architektoniczne, był też konsultantem podczas budowy Ambasady Chińskiej Republiki Ludowej i Domu Chłopa. 
Pochowany na cmentarzu Powązkowskim w Warszawie (kwatera 271-3-6).

## Realizacje

### Obiekty
- Dom Schronienia dla Starców (1927), wspólnie z Henrykiem Oderfeldem i Szymonem Syrkusem;
- budynek mieszkalny przy ul. Ignacego Krasickiego 55;
- projekt biurowca i salonu samochodowego firmy "Chrysler" (1933);
- montażownia "Daimler" (1933);
- przebudowa Teatru Małego (1934);
- warsztaty i garaże, ul. Rybaki, Warszawa (1934);
- Hala Wysokich Napięć w Warszawie (1935);
- kamienica przy ul. Narbutta 6 (1935-1936);
- kamienica Towarzystwa Handlowo-Przemysłowego "Horacy Heller" S.A. przy ul. Karowej 16 (1938-1939);
- przebudowa huty szkła Paulina w Częstochowie (1936);
- stacja obsługi Polskiego Fiata na placu Saskim (1937);
- kamienica przy ul. Konopczyńskiego 3;
- kamienica przy ul. Marszałkowskiej 135;
- kamienica przy ul. Nowy Świat 70;
- kamienica przy ul. Orlej 3;
- kamienica przy al. 3 maja 34;
- willa przy ul. Kieleckiej 33a;

### Wnętrza
- wystrój magazynu mód E. Szyszko (1930);
- wnętrze sklepu obuwniczego "Bata" (1930);
- wnętrze restauracji Adria (1931), wspólnie z Edwardem Eberem, Jerzym Gelbardem, Romanem i Grzegorzem Sigalinami;
- stacja Polskich Linii Lotniczych LOT (1931);
- wnętrze teatru Banda ul. Mokotowska (1931);
- wnętrze magazynu mód "Edward" (1932);
- pomieszczenia administracyjne i redakcyjne Wiadomości Literackich (1933);